# Jenson Brooksby
Jenson Tyler Brooksby (n. 26 octombrie 2000, Sacramento, California, SUA) este un jucător profesionist de tenis din Statele Unite ale Americii. Cea mai bună clasare a carierei la simplu a fost locul 35 mondial (11 aprilie 2022). El a câștigat premiul „ATP Newcomer of the Year” în 2021. 

## Legături externe
- en Jenson Brooksby la Association of Tennis Professionals